# Coplanaridade
Em geometria, um conjunto de pontos no espaço possui complanaridade, é dito complanar, se  todos os pontos estão no mesmo plano geométrico. Por exemplo, três pontos distintos estão sempre no mesmo plano, são coplanares, mas um quarto ponto e os demais acrescentados no espaço podem existir em um outro plano, incomplanariamente. Além disso, duas ou mais retas paralelas ou concorrentes podem estar em planos diferentes, mas todas as retas coincidentes sempre estarão em um mesmo plano, complanariamente.

## Propriedades
Se três vetores {\displaystyle \mathbf {a} ,\mathbf {b} } e {\displaystyle \mathbf {c} } são coplanares, e {\displaystyle \mathbf {a} \cdot \mathbf {b} =0}, então:
{\displaystyle (\mathbf {c} \cdot \mathbf {\hat {a}} )\mathbf {\hat {a}} +(\mathbf {c} \cdot \mathbf {\hat {b}} )\mathbf {\hat {b}} =\mathbf {c} ,}
onde {\displaystyle \mathbf {\hat {a}} } denota a vetor unitário na direção de {\displaystyle \mathbf {a} }.
Ou, os vetores projeção de {\displaystyle \mathbf {c} } em {\displaystyle \mathbf {a} } e {\displaystyle \mathbf {c} } em {\displaystyle \mathbf {b} } adicionado resultando o original {\displaystyle \mathbf {c} }.